# Sokola Turnia
Sokola Turnia (słow. Sokolia veža, niem. Petrikspitze, węg. Petrikcsúcs) – rozłożysta turnia znajdująca się w bocznej grani słowackich Tatr Wysokich, którą na południowy wschód wysyła Mały Lodowy Szczyt. Od Spągi oddzielona jest dwusiodłową Sokolą Przełączką, natomiast od Drobnej Turni oddziela ją Drobna Przełączka. Wznosi się na wysokość 2340 m n.p.m. Na jej wierzchołek nie prowadzą żadne znakowane szlaki turystyczne, dlatego też nie jest udostępniona dla turystów.
Nazewnictwo niemieckie i węgierskie upamiętnia Lajosa Petrika – węgierskiego taternika i fotografa.

## Historia
Pierwsze wejścia turystyczne:
- Gyula Dőri, 22 sierpnia 1900 r. – letnie,
- József Dobrovics, Jenő Serényi i Zoltán Votisky, 12 kwietnia 1914 r. – zimowe.